# Царахкент
Царахкент — упразднённое село в Сулейман-Стальском районе Дагестана. На момент упразднения входило в состав Ашагакартасского сельсовета. В 1959 году жители переселены в Касумкент.

## География
Располагалось в месте слияния двух безымянных ручьев, в 2,5 км к северо-востоку от села Ашагакартас.

## История
До вхождения Дагестана в состав Российской империи селение Царах-Кент входило в состав магала Картас Кюринского ханства. После присоединения ханства к Российской империи числилось в Ашага-Картасском сельском обществе Гюнейского наибства Кюринского округа Дагестанской области. В 1895 году селение состояло из 18 хозяйств. По данным на 1926 год село состояло из 29 хозяйств. В административном отношении входило в состав Ашага-Картасского сельсовета Касумкентского района. По некоторым сведениям в 1959 году жители переселены в Касумкент.

## Население
| Год       | 1895 | 1908 | 1926 | 1939 |
| --------- | ---- | ---- | ---- | ---- |
| Население | 109  | 154  | 144  | 150  |

По данным Всесоюзной переписи населения 1926 года, в национальной структуре населения лезгины составляли 100 %